# 田中長兵衛 (2代目)
田中 長兵衛（たなか ちょうべえ）は、明治から大正にかけて岩手の釜石や台湾北部の金瓜石をはじめ各地に鉱山を持ち、黎明期の日本鉄鋼業界で先駆的役割を果たした実業家。父の名と事業を継ぎ、国内初の安定稼動する銑鋼一貫製鉄所を造った。

## 生涯

### 製鉄業への挑戦
江戸の町、麻布飯倉で金物商を営む鐵屋・長兵衛（1834-1901）とその妻・みなの長男として生まれ、安太郎と名付けられた。父はその後、薩摩藩との縁を得てその賄い方を務めるようになり、米穀商を主として京橋の北紺屋町大根河岸に店を移す。
明治維新の後、官省御用達商人として成功した父は横須賀や大阪にも支店を出した。安太郎は若年の頃から商業に従事しつつ、横浜の英語塾に通って英語や数学などを修めた。1878年（明治11年）には野村よきと婚姻し、後に長男の長一郎が誕生している。
1880年（明治13年）9月、富国強兵には鉄の国内生産が不可欠として明治政府肝入りで始まった釜石の官営製鉄所。ところが木炭の不足、次いで技術力不足などで僅か2年で操業停止となり、1883年（明治16年）には廃山が決定された。個々の設備の払い下げには多くの事業者が手を挙げたが、鉱山及び製鉄事業そのものを引き受けようという者は皆無であった。そんな中、父・長兵衛が工部省から釜石鉱山払い下げの打診を受ける。国が大きな予算と技術者を注ぎ込んで失敗した大事業を一民間事業者の自分が出来るとは思えないと父は乗り気でなかったが、一方で安太郎は製鉄業の復興を志し、その頃ヨーロッパから帰国したばかりの海軍技術官・大河平才蔵やその弟子・向井哲吉（後の八幡製鐵所技監）について製鉄の理論と実際を学んだ。1883年（明治16年）秋に大河平が行った、古来よりたたら製鉄で日本の主要な産鉄地域であった中国地方への視察にも同行。同じく熱心な推進論者であった妹婿の横山久太郎と共に釜石での製鉄挑戦を粘り強く父に進言した。その甲斐あって、父・初代長兵衛よりついに許可が下る。
現地の総責任者として横山が任命され、雇い入れた技術者たちと共に失敗に次ぐ失敗の中で苦闘すること約2年。1886年（明治19年）10月16日、49回目の挑戦にしてついに高炉での連続出銑に成功した。

### 釜石鉱山田中製鉄所の発足
これを受けて翌1887年（明治20年）には父・長兵衛が政府より釜石鉱山の設備一式の払い下げを受けて「釜石鉱山田中製鉄所」を設立。国内唯一の洋式高炉による製鉄事業を開始した。安太郎は東京の田中本店で父を助け、釜石製品の販売に力を注いだ。1893年（明治26年）には顧問に東京帝大工科大学教授で日本冶金学の第一人者・野呂義景を、そして現地釜石の技師長にその弟子・香村小録を招聘している。
1895年（明治28年）日清戦争が終結し、下関条約により台湾が日本領となる。安太郎はまだ相当に治安が悪く疫病が蔓延していた現地に飛び調査を敢行。鉱脈有望であると判断すると、1896年（明治29年）10月に父・長兵衛の名義で金瓜石鉱山の採掘権を取得した。現地に「田中組」を組織し、田中商店（鐵長組）の人夫頭であった小松仁三郎を派遣、所長に据えて金の採掘に当たる。その後金瓜石鉱山は日本第一位の金産出量を誇るまでに成長した。1906年（明治39年）3月に台湾中部でM7.1の梅山地震が発生。甚大な被害に対し、麹町区にあった台湾協会を通じ義援金として金一千円を送っている。
1901年（明治34年）に父が死去した後は社長職と共に二代目・田中長兵衛の名を継ぐと、1902年（明治35年）に鉄管の製造工場を立ち上げ、1903年（明治36年）には釜石製鉄所に製鋼工場を起こして銑鋼一貫体制を成すなど新しい事業にも意欲的に挑戦していった。

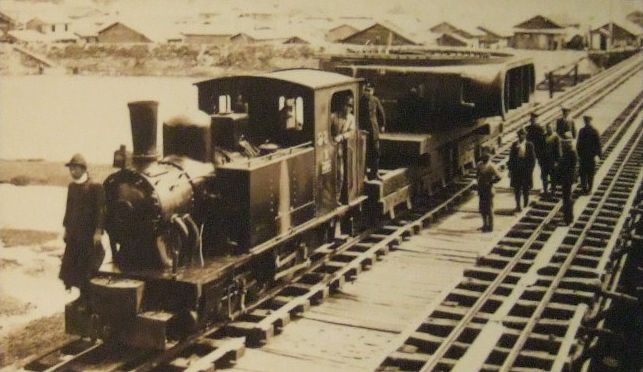
明治44年の釜石鉱山鉄道。前年まで馬車鉄道だったものがこの年より蒸気鉄道に。（1911年）

釜石は以前より陸の孤島であり物品輸送のコスト高が課題だったため、1904年（明治37年）には汽船を購入。長兵衛の長と久太郎の久を取って「長久丸」と名付けた。以後も持ち船を増やしていき、1918年（大正7年）には9隻2万5千トンを有している。
長兵衛は利益が上がっても貯め込むことをせず、次々と事業の拡大に充てたので資金は常に欠乏していた。学業よりも実地を重んずる厳格な祖父（初代長兵衛）に従い慶應義塾を中途退学した長男の長一郎は、1907年（明治40年）頃から佐渡や生野、足尾など全国の鉱山を視察。田中本店に入ると調査課の一員として現場の作業能率改善や経営の合理化に尽力した。
1910年（明治43年）8月、梅雨前線と2つの台風が重なり東日本の広範囲で大水害が発生。死者・行方不明者だけでも1300人を超え、東京でも下町一帯がしばらく冠水した。長兵衛は浅草区役所より避難所となった各所で米の調達に苦心しているとの相談を受け、即座に深川の精米所から米を送っている。1911年（明治44年）には馬車鉄道として1893年（明治26年）より再稼動していた釜石鉱山鉄道を蒸気機関鉄道へと改めた。1914年（大正3年）10月には釜石と台湾とを結び鉄材・鉱石や石炭を運ぶために浦賀船渠に発注していた大型貨物船・第五長久丸（2200ｔ）が完成。明治末期から大正初期にかけて長兵衛は東京府の多額納税者に度々名を連ねた。

### 田中鉱山株式会社の設立
1917年（大正6年）4月には、これまで田中家の個人商店だった組織が株式会社化されて「田中鉱山株式会社」となる。この頃三田の旧黒田侯邸を買取り、1918年（大正7年）10月にはこの場所で長兵衛の還暦祝い兼新邸開きが行われた。

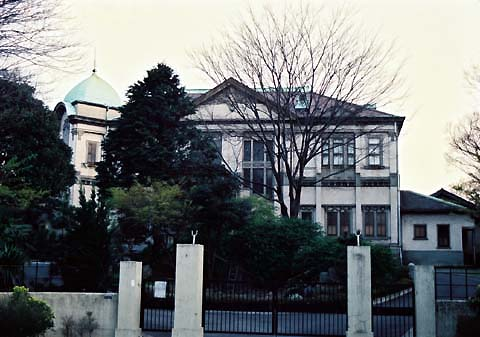
三田の田中長兵衛邸（1989年4月撮影）

この年は米価格が急騰。7月に富山で発生した米騒動は全国へ波及し、各地で暴動が続いた。皇室が三百万円、三井三菱が各百万円を寄付したことに倣い田中鉱山（株）も十万円を内務省へ寄付している。
1919年（大正8年）4月、体調悪化のため前年末に釜石より東京高輪の自邸に移っていた横山に代わり、技師長だった中大路氏道を釜石製鉄所第二代所長に任命。5月には釜石の鈴子公園に建てられた初代長兵衛と横山久太郎の銅像除幕式が行われた。11月には釜石で大規模な労働争議が起こり全工場の稼働が一時停止。警官隊が出動する騒ぎとなり、前年入社の三鬼隆も調停に奔走した。さらに翌年1920年（大正9年）3月には戦後恐慌が発生。株価は大暴落し倒産する会社も続出、日本経済は10年を超える長い減退期に入った。重工業の不況は特に深刻で鉄の価格も暴落している。
同年5月、中大路にかえて横山久太郎の養子・虎雄を釜石製鉄所の三代目所長とする。同年11月14日には庶務主任として同地に赴任した三鬼の提案で運動会が開かれた。1922年（大正11年）3月には釜石製鐵所の立ち上げ以前から長年田中家を支えた横山久太郎が死去。長兵衛は社葬をもってその功績に報いた。この年には翌年行幸予定の皇太子（後の昭和天皇）を迎えるため、台湾金瓜石の地に檜造りの日本家屋・太子賓館も建設している。
1923年（大正12年）9月1日に関東大震災が発生、京橋区北紺屋町の本店を（近隣の別邸もおそらく共に）焼失した。そこで芝区三田一丁目にあって火災を免れた新邸、通称・三田倶楽部に会社の事務所機能を移し、焼け出された近隣の人々も敷地内に受け入れたと伝わる。これ以後長兵衛一家も三田邸を住居とした。
翌1924年（大正13年）1,000万円の負債を抱えた田中鉱山株式会社は給与の支払いが3ヶ月遅滞する事態となり、大震災の余波により資金融通の道も尽く断たれついに経営破綻。負債の肩代わりを条件に釜石の経営権を三井鉱山に譲渡することが決まった。二代目長兵衛は同年3月6日の調印式を見届けるかのように3日後の3月9日、東京三田の邸宅にて永眠。ここに親子二代にわたる田中長兵衛と横山久太郎が切り開いた日本近代製鉄の序章が幕を閉じた。
二代目・田中長兵衛は以下の遺言を遺している。

## 逸話

### 釜友会
大正前期の頃、東京の華やかさを伝えるキャッチフレーズとして「今日は帝劇、明日は三越」というものがあった。台湾金瓜石の現場で務めているある若い社員が上京した際には、長兵衛の長男・長一郎が帝劇のチケットを取って自ら案内し、社員の妻には三越の反物を送ったという。また社員の子弟で進学を志す者がいれば、書生として住まわせて東京の学校に通わせたりもした。そういった姿勢もあってか、1924年（大正13年）に田中家が釜石の事業を手放すことになった後も、在京の面々で「釜友会」と称して往事を懐かしむ会合が度々持たれた。二代目・長兵衛は長身かつ堂々とした体躯の持ち主で、余技として強弓を好み、その腕前は師範の域だったという。

### 最初の船
同じく大正前期の頃。東京にはまだ船を受け入れるための港湾設備が整っておらず、横浜港がその役割を担っていた。そんな中で艀賃が高騰。長兵衛が東京で船の取扱いを任せていた荒川敬は自分の請負賃よりも高くなってしまった艀賃を前に、東京へ直接船を着けることを考えた。血気盛んな荒川は帝都東京が港を持たないのは馬鹿げたことであり、今回を機として直接東京へ船を乗り入れるべきだと長兵衛に直談判、至って豪放な性格だった長兵衛もこれを快諾した。そして1917年（大正6年）に第三長久丸（664ｔ）を芝浦に入港させたのが東京の港に汽船が着いた第一号とされる。荒川は初めての入港に際し様々準備をして荷役人夫も手配し、長兵衛はその後も勢徳丸、真隆丸など持ち船を次々と乗り入れた。これらが鏑矢となって東京への船舶の乗り入れが次第に増えていくが、東京最初の埠頭である日の出埠頭が完成してその運用が始まるのは関東大震災後の1926年（大正15年）のことである。

## 年表
- 1858年（安政5年）- 11月（当時の暦では10月）、長男・安太郎として生まれる。
- 1878年（明治11年）- 野村よきと結婚。
- 1881年（明治14年）- 22歳の時に長男・長一郎を授かる。
- 1883年（明治16年）- 工部省より釜石製鐵所払い下げの打診を受け釜石を視察[注 15]。
- 1886年（明治19年）10月 - 数多くの失敗の末、49回目の挑戦で連続出銑に成功する。
- 1887年（明治20年）- 払い下げを受け「釜石鉱山田中製鐵所」を設立。
- 1894年（明治27年）- 釜石鉱山鉄道を馬車鉄道として再開させる。
- 1895年（明治28年）- 下関条約により台湾が日本に編入される。
- 1896年（明治29年）- 台湾の金爪石鉱山を取得。
- 1896年（明治29年）6月 - 三陸地震で大津波が発生。製鐵所も大きな被害を受けた。
- 1901年（明治34年）2月 - 官営八幡製鉄所の開設にあたり熟練工を派遣。
- 1901年（明治34年）11月 - 初代長兵衛死去。安太郎は43歳で二代目を継ぐ。
- 1903年（明治36年）- 製鋼も開始し、銑鋼一貫製鐵所となる。
- 1904年（明治37年）- 汽船・長久丸(1238ｔ)を購入。
- 1907年（明治40年）- 愛媛県の二見鉱山[35]を買取る。
- 1911年（明治44年）- 釜石鉱山鉄道を蒸気機関鉄道とする。
- 1914年（大正3年）7月 - 浦賀にて第五長久丸(2200ｔ)進水式。
- 1916年（大正5年）7月 - 北海道空知郡の文殊炭山を買取る。
- 1917年（大正6年）4月 - 「田中鉱山株式会社」が発足。
- 1917年（大正6年）7月 - 緑綬褒章を受章[36]。
- 1917年（大正6年）- 第8高炉(120トン)を建設。同年、第三長久丸（664ｔ）を東京港最初の汽船として芝浦へ入港させた。
- 1919年（大正8年）4月 - 体調悪化により横山久太郎が所長を辞任、中大路氏道を二代所長とする。
- 1919年（大正8年）11月 - 大規模な労働争議で全工場が一時停止。
- 1920年（大正9年）5月 - 横山虎雄を釜石製鉄所の三代目所長に任命。
- 1921年（大正10年）10月 - 紺綬褒章を受章[37]。
- 1922年（大正11年）3月 - 横山久太郎死去。
- 1922年（大正11年）- 金爪石鉱山に太子賓館を建築。
- 1923年（大正12年）9月 - 関東大震災発生。
- 1924年（大正13年）3月 - 釜石の経営権を三井財閥に引き継ぎ、二代目長兵衛は満65歳で死去。

## 家族・親族
二代目長兵衛から見た関係性。
- 父 - 初代・田中長兵衛（1834年 - 1901年）は遠江国の出身[注 16]で、釜石鉱山田中製鉄所の創業者。
- 母 - みな（1840年 - 1923年）は田中金次郎の妹[38][注 17]。
- 叔母 - よし（1851年生）は田中長左衛門の長女[41]。
- 妻 - よき（1864年生）は下総国・茂田勇次郎の二女[42]であり、日本橋馬喰町で公事宿（旅人宿）を営む野村三四郎[43][44][注 18]の養女[49]。1878年婚姻。
- 妹 - うた（1861年生）は初代長兵衛の長女。家業の米商に始まり下谷銀行、東洋財蓄銀行を設立し、東京市会議員[50]を務めた千澤專助を夫として四姉妹を授かる[注 20]。
- 妹 - モト（1863年生）は初代長兵衛の次女。釜石鉱山田中製鉄所・初代所長、及び三陸汽船社長・横山久太郎[注 22]に嫁ぎ長次郎を授かる。金子家から花子を養女とし、渋沢家から虎雄を婿養子とした。
- 妹 - きち（1866年生）は初代長兵衛の三女。日本橋本石町で鼈甲商・小間物商を営む武蔵屋・金子傳八[注 23]を夫とし、四姉妹に恵まれた[注 25]。
- 弟 - 吉田長三郎（1877年生）は初代長兵衛の三男[70]。母・みなの実家、吉田家を継ぐ。慶大卒、日露戦争出征（従六位勲六等）、田中鉱山（株）取締役[注 26]。
- 長男 - 田中長一郎（1881年 - 1969年）は田中鉱山株式会社副社長[注 27]。妻のタカ（1886年 - 1973年）は小石川区[76]白山御殿町に洋傘骨製造工場を持つ士族・岩崎清春[注 28]の四女。1907年婚姻。
- 次男 - 田中長五郎（1883年生）は父兄を助け家業に従事していた[注 29]が1915年9月に早世[83]。妻の林子（1892年生）は天正十二年（1584年）から日本橋本町三丁目で続く薬種医療機器商いわしや総本店の当主・松本市左衛門[84][注 30]の次女。
- 次男の義兄 - 田中虎之輔（1879年生）は田中銀行取締役。日本にラグビーを伝えた田中銀之助[86]の弟で、祖父は幕末・明治の相場師「天下の糸平」こと田中平八[87]。虎之輔の妻・鈴子は林子の姉。
- 甥 - 横山長次郎（1880年生）は久太郎の長男。参松工業を創業し、日本で初めて酸糖化法によるブドウ糖生産の企業化に成功した。妻は親子二代で慶應義塾長を務めた小泉信三の妹・勝。
- 妹の養子 - 横山虎雄[注 31]（1889年生）は渋沢家に生まれ横山久太郎とモトの婿養子となり、釜石鉱山田中製鉄所・第3代所長を務めた。作家・澁澤龍彦（龍雄）の叔父であり、曽祖父の甥が渋沢栄一。
- 孫 - 田中長三（1908年 - 2000年）は長男・長一郎の長男。慶應義塾大学経済科卒[91]。三協商事（株）代表取締役[注 32]。
- 孫 - 田中長和（1910年生）は長男・長一郎の次男。慶應義塾大学経済科卒。三協商事（株）取締役。後に岩手木炭製鉄（株）[注 33]の取締役。
- 孫 - 安子（1912年生）は長男・長一郎の長女。お茶の水高女卒。森太郎[注 34]の妻。後に日本の民間航空業及び自動車事業のパイオニア・相羽有と再婚。
- 孫 - なほ子（1915年生）は長男・長一郎の次女。東京女学館卒業。京都出身の子爵・外山英資に嫁いだ。
- 孫 - こう子（1919年生）は長男・長一郎の三女[97]。頌栄女子学院卒業。
- 孫 - いね子（1912年生）は次男・長五郎の次女[98]。東京女学館卒。夫は岩井商店[注 35]専務取締役・安野譲[99]の長男で中部紡織（株）社長の安野譲次[100]（1907年生）。
- 孫 - 田中豊長（1914年生）は次男・長五郎の長男[41]。慶應義塾大学卒業。中部紡織株式会社の取締役[101]。妻は安野譲の四女・よし[102][103]（1914年生）。